# Anairetes
Anairetes là một chi chim trong họ Tyrannidae.

## Hình ảnh

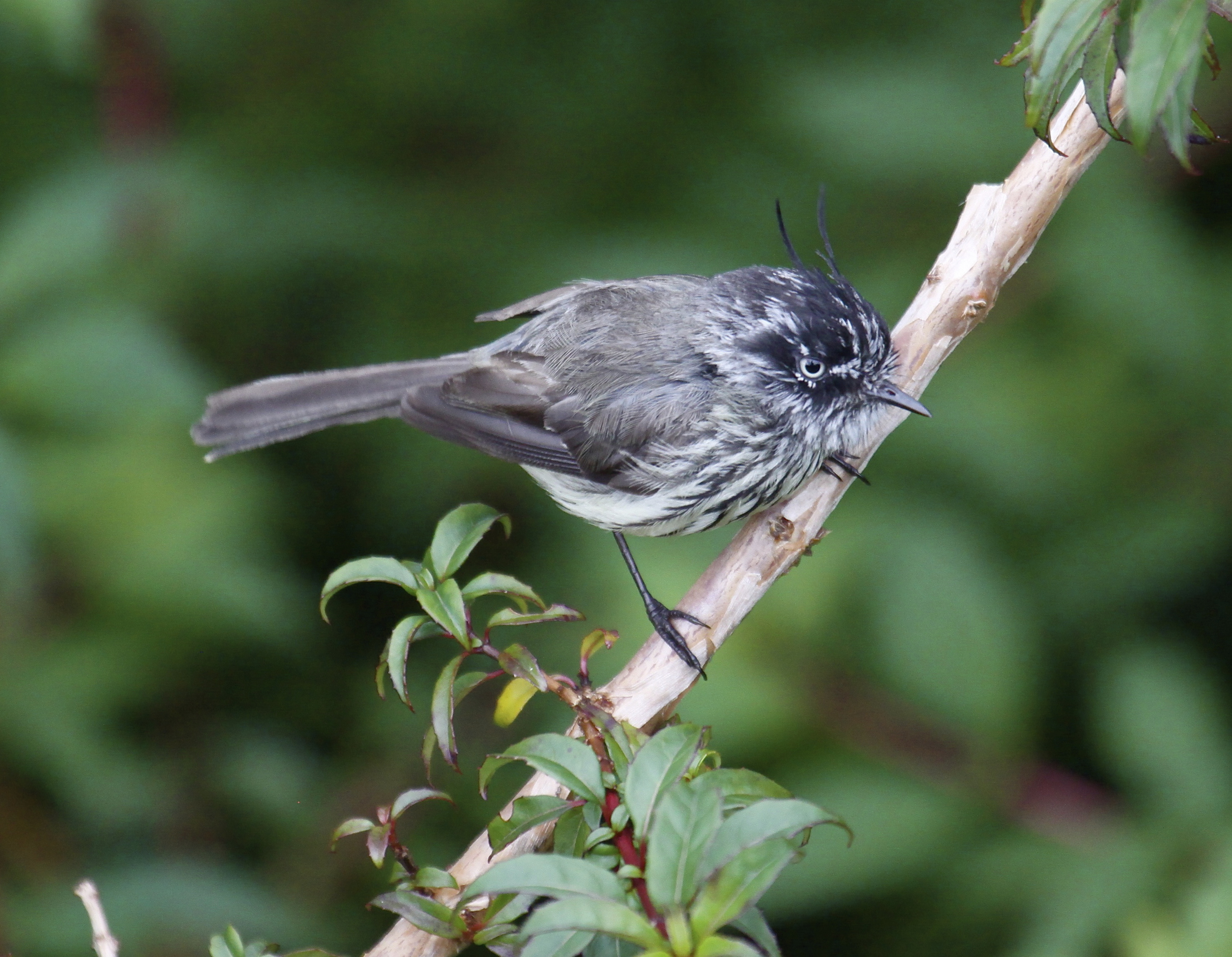
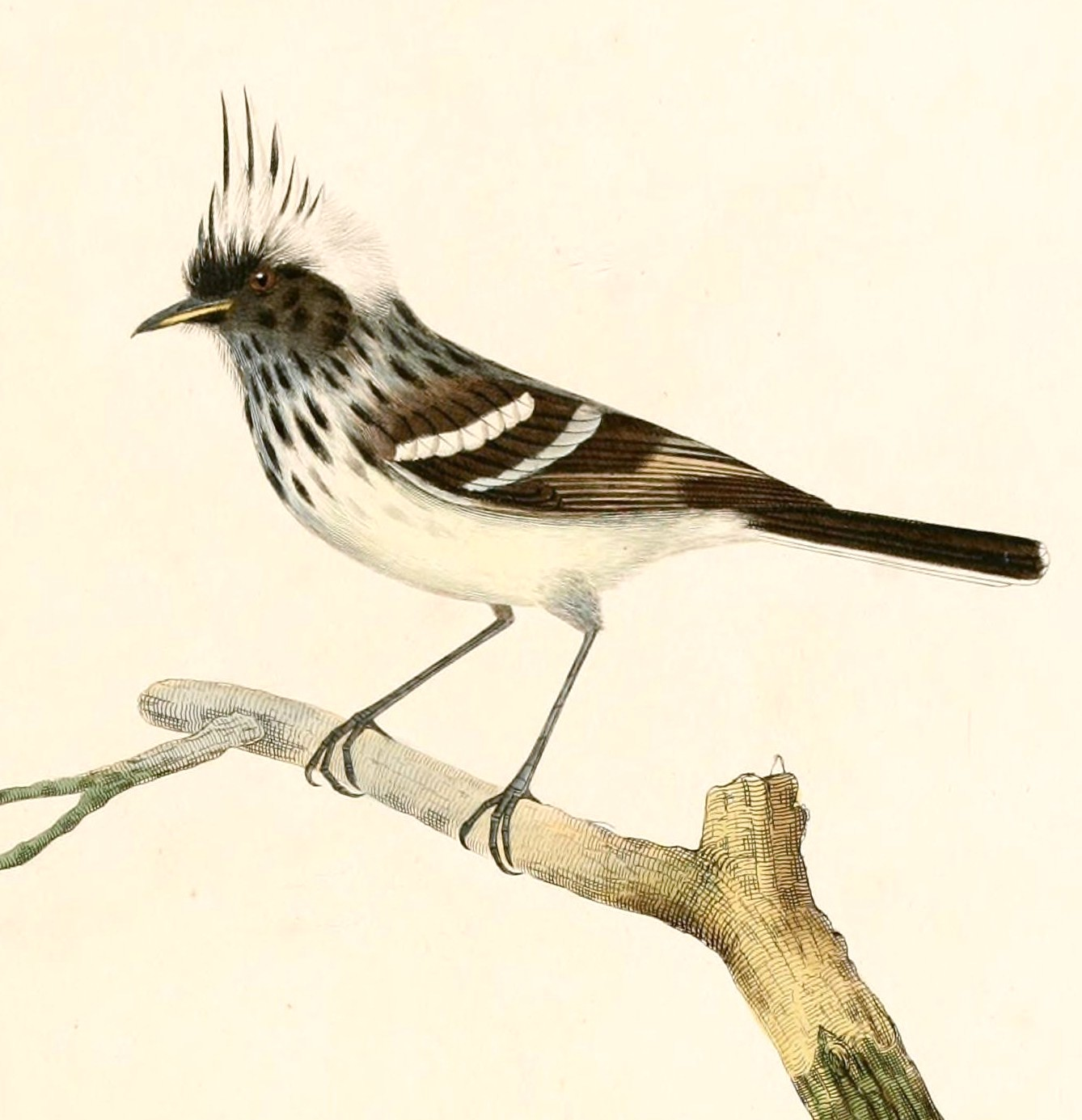